# Lliga colombiana de futbol
La Lliga colombiana de futbol, coneguda oficialment com a Fútbol Profesional Colombiano o Liga BetPlay Dimayor, per motius comercials des de 2020, és la màxima competició futbolística de Colòmbia.
La competició es divideix en dues fases: 
- Apertura (Liga BetPlay Dimayor I) de febrer a juny
- Finalización (Liga BetPlay Dimayor II) de juliol a desembre.

## Història
La lliga colombiana fou creada l'any 1948. El 1949 s'inicià un fenomen que fou anomenat El Dorado (el daurat), i que va consistir en un període en què foren portades moltes figures mundials de l'estranger a cop de talonari. Entre elles van arribar al país homes com Alfredo Di Stéfano o Adolfo Pedernera, per jugar entre altres equips al Club Deportivo Los Millonarios.
L'any 1989 el Cartel de Medellín va assassinar a la ciutat de Medellín l'àrbitre colombià Álvaro Ortega, després d'un partit Independiente Medellín - América de Cali. Aquest fet provocà la cancel·lació el campionat. L'únic títol que es disputà aquest any fou la Copa Colòmbia.
El 1948 van prendre part a la competició 10 equips, que s'augmentà a 18 el 1951. Més tard va anar variant entre els 12 i 13, fins al 1966, en què s'estabilitzà en els 14. El 1988 s'augmentà el nombre d'equips a 15, en permetre l'entrada de l'Sporting, que havia jugat a la lliga entre 1950 i 1953.
A partir de 1991 es començà a disputar el campionat de Primera B i començà, per tant, un sistema d'ascensos i descensos. El primer club que assolí l'ascens fou l'Envigado Fútbol Club. Del 1992 fins al 2002 la Primera Divisió comptà amb la participació de 16 equips. Aquest darrer any s'amplià el nombre d'equips a 18. El 2002, a més, el campionat es dividí en dos, a l'estil dels campionats d'obertura i clausura de la resta de països del continent.

## Equips participants en la temporada 2023
| - Águilas Doradas - Alianza Petrolera - América de Cali - Atlético Bucaramanga - Atlético Huila - Atlético Nacional - Boyacá Chicó - Deportes Tolima - Deportivo Cali - Deportivo Pasto - Deportivo Pereira | - Envigado FC - Independiente Medellín - Independiente Santa Fe - Jaguares de Córdoba - Junior - La Equidad - Millonarios - Once Caldas - Unión Magdalena | Mapa geogràfic del Fútbol Profesional Colombiano |

## Historial
- 1948:  Santa Fe (1)
- 1949:  Millonarios (1)
- 1950:  Deportes Caldas (1)
- 1951:  Millonarios (2)
- 1952:  Millonarios (3)
- 1953:  Millonarios (4)
- 1954:  Atlético Nacional (1)
- 1955:  Indep. Medellín (1)
- 1956:  Deportes Quindío (1)
- 1957:  Indep. Medellín (2)
- 1958:  Santa Fe (2)
- 1959:  Millonarios (5)
- 1960:  Santa Fe (3)
- 1961:  Millonarios (6)
- 1962:  Millonarios (7)
- 1963:  Millonarios (8)
- 1964:  Millonarios (9)
- 1965:  Deportivo Cali (1)
- 1966:  Santa Fe (4)
- 1967:  Deportivo Cali (2)
- 1968:  Unión Magdalena (1)
- 1969:  Deportivo Cali (3)
- 1970:  Deportivo Cali (4)
- 1971:  Santa Fe (5)
- 1972:  Millonarios (10)
- 1973:  Atlético Nacional (2)
- 1974:  Deportivo Cali (5)
- 1975:  Santa Fe (6)
- 1976:  Atlético Nacional (3)
- 1977:  Junior (1)
- 1978:  Millonarios (11)
- 1979:  América de Cali (1)
- 1980:  Junior (2)
- 1981:  Atlético Nacional (4)
- 1982:  América de Cali (2)
- 1983:  América de Cali (3)
- 1984:  América de Cali (4)
- 1985:  América de Cali (5)
- 1986:  América de Cali (6)
- 1987:  Millonarios (12)
- 1988:  Millonarios (13)
- 1989: Campionat cancel·lat
- 1990:  América de Cali (7)
- 1991:  Atlético Nacional (5)
- 1992:  América de Cali (8)
- 1993:  Junior (3)
- 1994:  Atlético Nacional (6)
- 1995:  Junior (4)
- 1996:  Deportivo Cali (6)
- 1997:  América de Cali (9)
- 1998:  Deportivo Cali (7)
- 1999:  Atlético Nacional (7)
- 2000:  América de Cali (10)
- 2001:  América de Cali (11)
- 2002-I:  América de Cali (12)
- 2002-II:  Indep. Medellín (3)
- 2003-I:  Once Caldas (2)
- 2003-II:  Deportes Tolima (1)
- 2004-I:  Indep. Medellín (4)
- 2004-II:  Junior (5)
- 2005-I:  Atlético Nacional (8)
- 2005-II:  Deportivo Cali (8)
- 2006-I:  Deportivo Pasto (1)
- 2006-II:  Cúcuta Deportivo (1)
- 2007-I:  Atlético Nacional (9)
- 2007-II:  Atlético Nacional (10)
- 2008-I:  Boyacá Chicó (1)
- 2008-II:  América de Cali (13)
- 2009-I:  Once Caldas (3)
- 2009-II:  Indep. Medellín (5)
- 2010-I:  Junior (6)
- 2010-II:  Once Caldas (4)
- 2011-I:  Atlético Nacional (11)
- 2011-II:  Junior (7)
- 2012-I:  Santa Fe (7)
- 2012-II:  Millonarios (14)
- 2013-I:  Atlético Nacional (12)
- 2013-II:  Atlético Nacional (13)
- 2014-I:  Atlético Nacional (14)
- 2014-II:  Santa Fe (8)
- 2015-I:  Deportivo Cali (9)
- 2015-II:  Atlético Nacional (15)
- 2016-I:  Indep. Medellín (6)
- 2016-II:  Santa Fe (9)
- 2017-I:  Atlético Nacional (16)
- 2017-II:  Millonarios (15)
- 2018-I:  Deportes Tolima (2)
- 2018-II:  Junior (8)
- 2019-I:  Junior (9)
- 2019-II:  América de Cali (14)
- 2020:  América de Cali (15)
- 2021-I:  Deportes Tolima (3)
- 2021-II:  Deportivo Cali (10)
- 2022-I:  Atlético Nacional (17)
- 2022-II:  Deportivo Pereira (1)
- 2023-I:  Millonarios (16)
- 2023-II:  Junior (10)
- 2024-I:  Atlético Bucaramanga (1)
- 2024-II:  Atlético Nacional (18)
- 2025-I:  Santa Fe (10)

## Palmarès
| Club                   | Títols | Subcampionats | Temporades campionats | Temporades subcampionats                                                                           |
| ---------------------- | ------ | ------------- | --- | -------------------------------------------------------------------------------------------------- |
| Atlético Nacional      | 18     | 12            | 1954, 1973, 1976, 1981, 1991, 1994, 1999, 2005–I, 2007–I, 2007–II, 2011–I, 2013–I, 2013–II, 2014–I, 2015–II, 2017–I, 2022–I, 2024–II | 1955, 1965, 1971, 1974, 1988, 1990, 1992, 2002–I, 2004–I, 2004–II, 2018–I, 2023–I                  |
| Millonarios            | 16     | 10            | 1949, 1951, 1952, 1953, 1959, 1961, 1962, 1963, 1964, 1972, 1978, 1987, 1988, 2012–II, 2017–II, 2023–I                               | 1950, 1956, 1958, 1967, 1973, 1975, 1984, 1994, 1995–96, 2021–I                                    |
| América de Cali        | 15     | 7             | 1979, 1982, 1983, 1984, 1985, 1986, 1990, 1992, 1996–97, 2000, 2001, 2002–I, 2008–II, 2019–II, 2020                                  | 1960, 1969, 1987, 1991, 1995, 1999, 2008–I                                                         |
| Deportivo Cali         | 10     | 14            | 1965, 1967, 1969, 1970, 1974, 1995–96, 1998, 2005–II, 2015–I, 2021–II                                                                | 1949, 1962, 1968, 1972, 1976, 1977, 1978, 1980, 1985, 1986, 2003–II, 2006–I, 2013–II, 2017–I       |
| Junior                 | 10     | 10            | 1977, 1980, 1993, 1995, 2004–II, 2010–I, 2011–II, 2018–II, 2019–I, 2023–II                                                           | 1948, 1970, 1983, 2000, 2003–I, 2009–I, 2014–I, 2015–II, 2016–I, 2019–II                           |
| Santa Fe               | 10     | 7             | 1948, 1958, 1960, 1966, 1971, 1975, 2012–I, 2014–II, 2016–II, 2025–I                                                                 | 1963, 1979, 2005–I, 2013–I, 2017–II, 2020, 2024–I                                                  |
| Independiente Medellín | 6      | 13            | 1955, 1957, 2002–II, 2004–I, 2009–II, 2016–I                                                                                         | 1959, 1961, 1966, 1993, 2001, 2008–II, 2012–II, 2014–II, 2015–I, 2018–II, 2022–II, 2023–II, 2025–I |
| Once Caldas            | 4      | 2             | 1950, 2003–I, 2009–I, 2010–II | 1998, 2011–II                                                                                      |
| Deportes Tolima        | 3      | 9             | 2003–II, 2018–I, 2021–I | 1957, 1981, 1982, 2006–II, 2010–II, 2016–II, 2021–II, 2022–I, 2024–II                              |
| Deportivo Pasto        | 1      | 3             | 2006–I | 2002–II, 2012–I, 2019–I                                                                            |
| Deportes Quindío       | 1      | 2             | 1956 | 1953, 1954                                                                                         |
| Cúcuta Deportivo       | 1      | 1             | 2006–II | 1964                                                                                               |
| Atlético Bucaramanga   | 1      | 1             | 2024–I | 1996–97                                                                                            |
| Unión Magdalena        | 1      | —             | 1968 | —                                                                                                  |
| Boyacá Chicó           | 1      | —             | 2008–I | —                                                                                                  |
| Deportivo Pereira      | 1      | —             | 2022–II | —                                                                                                  |